# Umrao Jaan
Umrao Jaan (también titulada La cortesana) es una película de la India. Basada en Umrao Jaan Ada la primera novela escrita en urdu la película tiene las actuaciones de Rekha, Naseeruddin Shah, Farooq Sheikh y Raj Babbar. Dice la historia de la vida y amores de la cortesana Umrao Jaan de Lucknow.

## Reparto
- Rekha -  	Amiran
- Seema Sathyu - Young Amiran
- Farooq Shaikh - 	Nawab Sultan
- Naseeruddin Shah - Gohar Mirza
- Raj Babbar - Faiz Ali
- Gajanan Jagirdar - Maulvi
- Shaukat Kaifi - 	Khanum Jaan
- Umme Farwa - Young Amiran
- Dina Pathak - Husseini
- Prema Narayan - Bismillah
- Bharat Bhushan - Khan Saheb
- Mukri	 - Parnan Aziz
- Satish Shah - Daroga Dilawar

## Música
| Canción                    | Cantante                                                         | Compositor                        |
| -------------------------- | ---------------------------------------------------------------- | --------------------------------- |
| "Dil Cheez Kya Hai"        | Asha Bhosle                                                      | Akhlaq Mohammed Khan AMK Shahryar |
| "In Aankhon Ki Masti"      | Asha Bhosle                                                      | Akhlaq Mohammed Khan 'Shahryar'   |
| "Jab Bhi Milti Hai"        | Asha Bhosle                                                      | Akhlaq Mohammed Khan 'Shahryar'   |
| "Jhoola Kinne Dala"        | Shahida Khan                                                     | Akhlaq Mohammed Khan 'Shahryar'   |
| "Justuju Jiski Thi"        | Asha Bhosle                                                      | Akhlaq Mohammed Khan 'Shahryar'   |
| "Kahe Ko Byahi Bides"      | Jagjit Kaur                                                      | Akhlaq Mohammed Khan 'Shahryar'   |
| "Raagmala"                 | Mustafa Khan, Runa Prasad, Shahida Khan, Ustad Ghulam Sadiq Khan | Akhlaq Mohammed Khan 'Shahryar'   |
| "Yeh Kya Jagay Hai Doston" | Asha Bhosle                                                      | Akhlaq Mohammed Khan 'Shahryar'   |
| "Zindagi Jab Bhi"          | Talat Aziz                                                       | Akhlaq Mohammed Khan 'Shahryar'   |

## Premios
- National Film Award for Best Actress-Rekha
- Filmfare Best Director Award-Muzaffar Ali
- Filmfare Best Music Director Award-Mohammed Zahur Khayyam